# Hovārpān
Hovārpān (persiska: هوارپان, هَوارپان) är en ort i Iran.   Den ligger i provinsen Kurdistan, i den nordvästra delen av landet, 400 km väster om huvudstaden Teheran. Hovārpān ligger 1 861 meter över havet och antalet invånare är 113.
Terrängen runt Hovārpān är huvudsakligen kuperad, men åt nordost är den platt. Runt Hovārpān är det ganska tätbefolkat, med 72 invånare per kvadratkilometer. Närmaste större samhälle är Bolbolānābād, 6,3 km norr om Hovārpān. Trakten runt Hovārpān består i huvudsak av gräsmarker.